# Kirin
Kirin falu Horvátországban, Sziszek-Monoszló megyében. Közigazgatásilag Gvozd községhez tartozik.

## Fekvése
Sziszektől légvonalban 38, közúton 55 km-re délnyugatra, Károlyvárostól légvonalban 27, közúton 56 km-re délkeletre, községközpontjától légvonalban 6, közúton 14 km-re északra, a Kordun keleti részén, az úgynevezett Báni végvidéken, Bović és Osztrozsin között fekszik. Településrészei Roknići, Halavanje, Bjelići, Komazeci, Kartalije, Kajunići, Pećinari, Brdari, Guberine, Šašići, Pavlovlći, Bulati, Potočari, Novakovići, Korkuti és Žutići a Velika és a Mala Trepča patakok között szétszórtan helyezkednek el.

## Története
A település vidéke ősidők óta lakott. A falu mellett a Velika és a Mala Trepča patakok közötti 195 méteres magaslaton található Kirin várának régészeti feltárásakor a középső rézkorban, az i. e. 4000 körüli időben a Kulpától délre elterülő dombvidéken virágzott lasinjai kultúrához tartozó leletek kerültek elő. A hely a bronzkor végén i. e. 1000 körül, vagy nem sokkal korábban újra benépesült és egészen a rómaiak érkezéséig a környező vidék egyik legfontosabb erődített települése volt. Az itt talált leletek közül kiemelkednek azok a titokzatos agyagfigurák melyekhez hasonlókat a Topuszka melletti Turska kosa ősi illír szentélyénél is találtak. A 14. században még említik és valószínűleg vele azonos az 1672-ben említett "Spanougrad, S. Quirinus i Bowich" nevű vár is. A vár a 17. században vívott török háborúkban pusztulhatott el. A Szent Kvirin templomot az akkor már virágzó Bović plébániatemplomaként 1334-ben "S. Quirinus de Bouvich" néven említi János felsőgoricai főesperes. A templom a szakemberek szerint Kirinvár területén állt, mely nevét is róla kapta.
Kirin település a  környék számos településéhez hasonlóan a 17. század vége felé népesült be, amikor Bosznia területéről menekülő pravoszláv szerbek érkeztek ide. A falu a katonai határőrvidék része lett. A 18. század közepén megalakult a Glina központú első báni ezred, melynek fennhatósága alá ez a vidék is tartozott. 1881-ben megszűnt a katonai közigazgatás. A településnek 1857-ben 996, 1910-ben 1116 lakosa volt. Zágráb vármegye Vrginmosti járásához tartozott. Lakói szegény földművesek voltak. 1918-ban az új szerb-horvát-szlovén állam, majd később Jugoszlávia része lett. A második világháború idején szerb többségű lakossága nagyrészt elmenekült, de sokakat meggyilkoltak, elhurcoltak, mások pedig partizánnak álltak. A glinai mészárlás során 1941. augusztus 2-án mintegy ezer, a vrginmosti község területéről elhurcolt szerbet gyilkoltak meg. 1941. augusztus 13-án a pravoszláv templomot gyújtották fel, 1941 decemberében ellenséges erők teljesen lerombolták a települést. A partizánok a bihácsi hadművelet során 1942 végén visszafoglalták. A faluból 206-an vettek részt a felszabadító harcokban, 80-an harcosként estek el a harcok során, míg 111 főt az usztasák és a németek gyilkoltak meg, 10-en a tífuszjárvány áldozatai lettek és további 25 lakos lett a harcok áldozata. A település teljes embervesztesége 226 fő volt.
A háború után megindult az újjáépítés. A délszláv háború idején szerb lakossága a jugoszláv és szerb erőket támogatta. A horvát hadsereg a Vihar hadművelet keretében 1995. augusztus 7-én foglalta vissza települést, melyet teljesen leromboltak. A szerb lakosság elmenekült, de később sokan visszatértek. 2011-ben 52 lakosa volt, akik főként mezőgazdasággal és állattartással foglalkoztak.

## Népesség
| Lakosság változása | Lakosság változása | Lakosság változása | Lakosság változása | Lakosság változása | Lakosság változása | Lakosság változása | Lakosság változása | Lakosság változása | Lakosság változása | Lakosság változása | Lakosság változása | Lakosság változása | Lakosság változása | Lakosság változása | Lakosság változása |
| ------------------ | ------------------ | ------------------ | ------------------ | ------------------ | ------------------ | ------------------ | ------------------ | ------------------ | ------------------ | ------------------ | ------------------ | ------------------ | ------------------ | ------------------ | ------------------ |
| 1857               | 1869               | 1880               | 1890               | 1900               | 1910               | 1921               | 1931               | 1948               | 1953               | 1961               | 1971               | 1981               | 1991               | 2001               | 2011               |
| 996                | 959                | 891                | 1.020              | 1.102              | 1.116              | 1.111              | 1.169              | 753                | 782                | 718                | 549                | 420                | 320                | 56                 | 52                 |

## Nevezetességei
- Közelében a Velika és Mala Trepča patakok között, egy 195 méteres, nehezen megközelíthető magaslaton találhatók Kirin középkori várának maradványai.[4] A magaslatot megművelt szántóföldek, legelők és kisebb erdők ölelik körül. A vár, mely a Báni végvidék egyik legfontosabb régészeti lelőhelye  nagyon régi. A régészeti leletek alapján már a középső rézkorban lakott volt. Már a 20. század első felében számos leletet találtak a területén. Az első régészeti feltárásokat 2006-ban kezdték Lazo Čučković vezetésével, de sok leletet gyűjtött az 1930-as és az 1950-es évek között Vjekoslav Dukić tanár is. A leletek többsége ma a zágrábi régészeti múzeumban és a károlyvárosi városi múzeumban található. A vár és környéke a késő bronzkorban újra benépesült és fontos menedékhely volt egészen a rómaiak érkezéséig. A középkorban jelentős település alakult ki körülötte, melynek Szent Kvirin püspök tiszteletére szentelt templomát 1334-ben említik. A vár maga is a templomról kapta a nevét. A középkorból származnak a vár közelében sziklába vájt sírok.
- Török erőd és csardak (régi emeletes faház) maradványai.
- Szent Péter és Pál apostolok tiszteletére szentelt szerb pravoszláv parochiális temploma 1892-ben épült, a II. világháború idején a falut is elpusztító usztasák lerombolták. Azóta rom.